# Championnats d'Europe de gymnastique artistique féminine 2016
Navigation
Montpellier 2015 Cluj-Napoca 2017

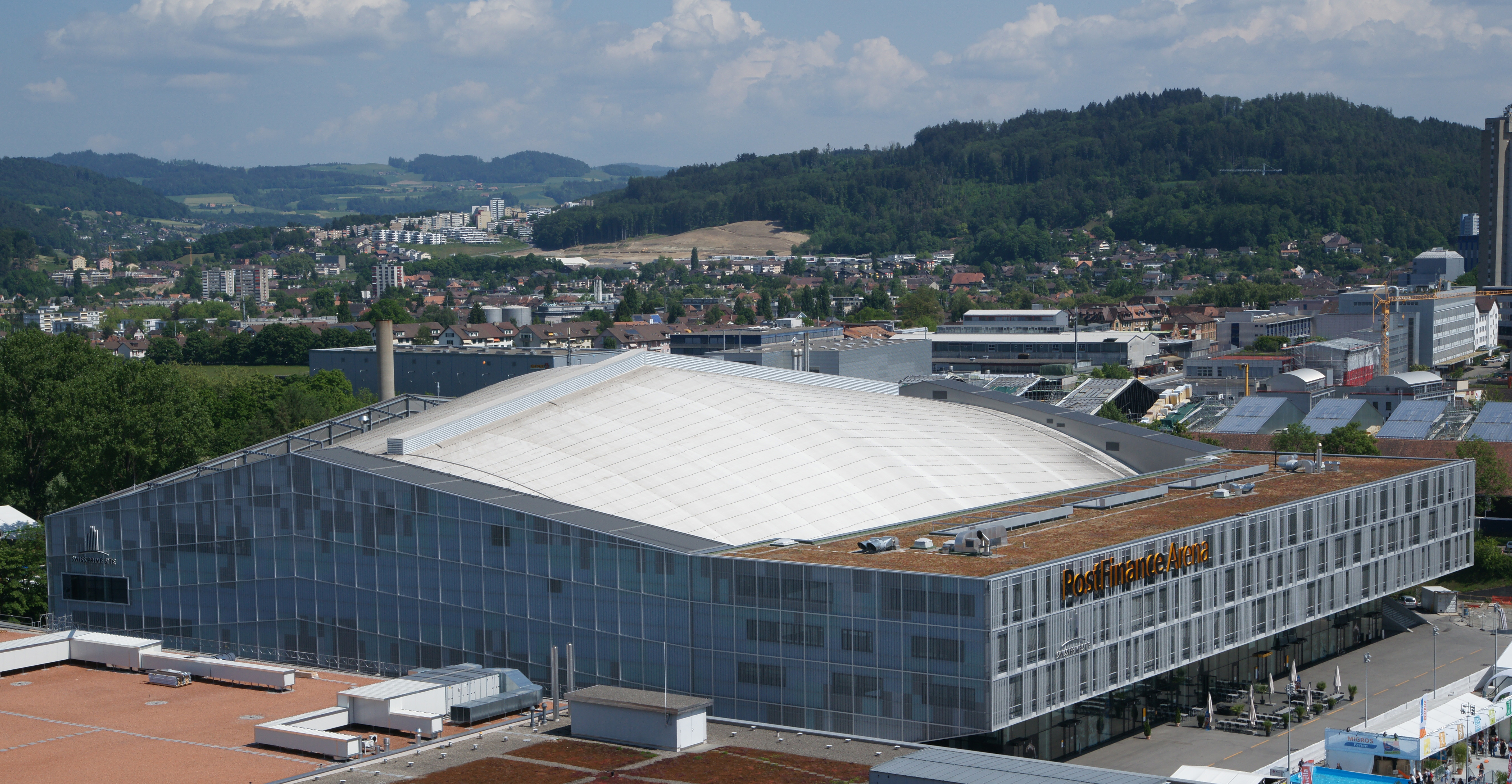
La PostFinance Arena, lieu de la compétition.

Les 31es championnats d'Europe de gymnastique artistique féminine se déroulent du 1er au 5 juin 2016 à Berne en Suisse.

## Podiums
| Épreuves                                        | Or                                                                                            | Argent                                                                               | Bronze                                                                            |
| ----------------------------------------------- | --------------------------------------------------------------------------------------------- | ------------------------------------------------------------------------------------ | --------------------------------------------------------------------------------- |
| Seniors                                         |                                                                                               |                                                                                      |                                                                                   |
| Concours par équipes résultats détaillés        | Russie Ksenia Afanasieva Angelina Melnikova Aliya Mustafina Daria Spiridonova Seda Tutkhalyan | Grande-Bretagne Becky Downie Ellie Downie Claudia Fragapane Ruby Harrold Gabby Jupp  | France Marine Boyer Marine Brevet Loan His Oréane Lechenault Alison Lepin         |
| Saut de cheval résultats détaillés              | Giulia Steingruber (SUI)                                                                      | Ellie Downie (GBR)                                                                   | Ksenia Afanasyeva (RUS)                                                           |
| Barres asymétriques résultats détaillés         | Becky Downie (GBR)                                                                            | Daria Spiridonova (RUS)                                                              | Aliya Mustafina (RUS)                                                             |
| Poutre résultats détaillés                      | Aliya Mustafina (RUS)                                                                         | Marine Boyer (FRA)                                                                   | Cătălina Ponor (ROU)                                                              |
| Sol résultats détaillés                         | Giulia Steingruber (SUI)                                                                      | Ellie Downie (GBR)                                                                   | Cătălina Ponor (ROU)                                                              |
| Juniors                                         |                                                                                               |                                                                                      |                                                                                   |
| Concours par équipes résultats détaillés        | Russie Elena Eremina Anastasia Ilyankova Uliana Perebinosova Angelina Simakova Varvara Zubova | Grande-Bretagne Taeja James Alice Kinsella Maisie Methuen Megan Parker Lucy Stanhope | Roumanie Alisia Botnaru Olivia Cimpian Ioana Crisan Carmen Ghiciuc Denisa Golgotă |
| Concours général individuel résultats détaillés | Elena Eremina (RUS)                                                                           | Lynn Genhart (SUI)                                                                   | Martina Basile (ITA)                                                              |
| Saut de cheval résultats détaillés              | Martina Maggio (ITA)                                                                          | Martina Basile (ITA)                                                                 | Denisa Golgotă (ROU)                                                              |
| Barres asymétriques résultats détaillés         | Anastasiia Iliankova (RUS)                                                                    | Uliana Perebinosova (RUS)                                                            | Lorette Charpy (FRA)                                                              |
| Poutre résultats détaillés                      | Anastasiia Iliankova (RUS)                                                                    | Alice Kinsella (GBR)                                                                 | Elena Eremina (RUS)                                                               |
| Sol résultats détaillés                         | Denisa Golgotă (ROU)                                                                          | Alice Kinsella (GBR)                                                                 | Uliana Perebinosova (RUS)                                                         |

## Résultats détaillés

### Seniors

#### Concours par équipes
| Rang               | Équipe                | Saut       | Barres asymétriques | Poutre     | Sol        | Total   |
| ------------------ | --------------------- | ---------- | ------------------- | ---------- | ---------- | ------- |
| Médaille d'or      | Russie                | 44.715 (1) | 45.665 (1)          | 43.233 (1) | 41.599 (2) | 175.212 |
| Médaille d'or      | Ksenia Afanasieva     | 14.916     |                     |            |            | 175.212 |
| Médaille d'or      | Angelina Melnikova    | 14.866     | 14.966              | 14.800     | 14.133     | 175.212 |
| Médaille d'or      | Aliya Mustafina       |            | 15.333              | 14.800     | 13.466     | 175.212 |
| Médaille d'or      | Seda Tutkhalyan       | 14.966     |                     | 13.633     | 14.000     | 175.212 |
| Médaille d'or      | Daria Spiridonova     |            | 15.366              |            |            | 175.212 |
| Médaille d'argent  | Grande-Bretagne       | 44.599 (2) | 42.615 (4)          | 39.899 (6) | 43.199 (1) | 170.312 |
| Médaille d'argent  | Becky Downie          |            | 15.066              | 12.533     |            | 170.312 |
| Médaille d'argent  | Ellie Downie          | 15.100     |                     |            | 14.433     | 170.312 |
| Médaille d'argent  | Claudia Fragapane     | 14.733     |                     | 13.266     | 14.833     | 170.312 |
| Médaille d'argent  | Ruby Harrold          | 14.766     | 13.166              |            | 13.933     | 170.312 |
| Médaille d'argent  | Gabby Jupp            |            | 14.383              | 14.100     |            | 170.312 |
| Médaille de bronze | France                | 42.799 (6) | 43.499 (2)          | 40.866 (3) | 41.332 (5) | 168.496 |
| Médaille de bronze | Marine Boyer          | 14.733     |                     | 14.333     | 13.900     | 168.496 |
| Médaille de bronze | Marine Brevet         | 14.166     |                     | 13.733     | 13.766     | 168.496 |
| Médaille de bronze | Loan His              |            | 14.633              |            |            | 168.496 |
| Médaille de bronze | Oréane Lechenault     | 13.900     | 14.266              | 12.800     | 13.666     | 168.496 |
| Médaille de bronze | Alison Lepin          |            | 14.600              |            |            | 168.496 |
| 4                  | Suisse                | 43.291 (5) | 40.099 (7)          | 40.766 (4) | 41.565 (3) | 165.721 |
| 4                  | Caterina Barloggio    |            |                     | 13.533     | 12.766     | 165.721 |
| 4                  | Thea Brogli           | 14.000     |                     |            |            | 165.721 |
| 4                  | Ilaria Käslin         | 13.700     | 12.533              | 14.333     | 13.766     | 165.721 |
| 4                  | Stefanie Siegenthaler |            | 13.433              |            |            | 165.721 |
| 4                  | Giulia Steingruber    | 15.591     | 14.133              | 12.900     | 15.033     | 165.721 |
| 5                  | Italie                | 43.540 (4) | 40.665 (6)          | 41.433 (2) | 39.933 (7) | 165.571 |
| 5                  | Sofia Busato          | 14.783     |                     |            |            | 165.571 |
| 5                  | Enus Mariani          |            | 14.166              | 13.733     | 12.500     | 165.571 |
| 5                  | Elisa Meneghini       | 14.266     |                     | 14.500     | 13.700     | 165.571 |
| 5                  | Lara Mori             |            | 13.933              | 13.200     | 13.733     | 165.571 |
| 5                  | Martina Rizzelli      | 14.491     | 12.566              |            |            | 165.571 |
| 6                  | Roumanie              | 43.565 (3) | 39.066 (8)          | 40.500 (5) | 41.465 (4) | 164.596 |
| 6                  | Anda Butuc            |            | 13.233              | 13.000     |            | 164.596 |
| 6                  | Maria Holbură         | 13.733     | 13.100              | 12.900     | 13.633     | 164.596 |
| 6                  | Anamaria Ocolișan     | 14.766     | 12.733              |            | 13.266     | 164.596 |
| 6                  | Cătălina Ponor        | 15.066     |                     | 14.600     | 14.566     | 164.596 |
| 6                  | Silvia Zarzu          |            |                     |            |            | 164.596 |
| 7                  | Allemagne             | 41.265 (8) | 43.399 (3)          | 38.599 (7) | 40.566 (6) | 163.829 |
| 7                  | Kim Bùi               | 14.033     | 14.866              | 13.466     | 13.666     | 163.829 |
| 7                  | Maike Enderle         |            | 14.200              | 12.633     |            | 163.829 |
| 7                  | Amelie Föllinger      |            |                     |            | 13.500     | 163.829 |
| 7                  | Lina Philipp          | 13.966     | 14.333              |            | 13.400     | 163.829 |
| 7                  | Sarah Voss            | 13.266     |                     | 12.500     |            | 163.829 |
| 8                  | Hongrie               | 42.748 (7) | 41.866 (5)          | 38.416 (8) | 39.732 (8) | 162.762 |
| 8                  | Dorina Böczögő        | 14.016     | 13.333              | 12.983     | 13.466     | 162.762 |
| 8                  | Julianna Csányi       |            |                     |            |            | 162.762 |
| 8                  | Luca Divéky           | 13.766     |                     | 12.533     | 12.866     | 162.762 |
| 8                  | Zsófia Kovács         | 14.966     | 14.500              | 12.900     | 13.400     | 162.762 |
| 8                  | Noémi Makra           |            | 14.033              |            |            | 162.762 |

#### Saut
| Rang               | Gymnaste                           | Saut 1  | Saut 1  | Saut 1 | Saut 1  | Saut 2  | Saut 2  | Saut 2 | Saut 2  | Total  |
| Rang               | Gymnaste                           | Score D | Score E | Pén.   | Score 1 | Score D | Score E | Pén.   | Score 2 | Total  |
| ------------------ | ---------------------------------- | ------- | ------- | ------ | ------- | ------- | ------- | ------ | ------- | ------ |
| Médaille d'or      | Giulia Steingruber (SUI)           | 6.200   | 9.300   |        | 15.500  | 5.800   | 8.766   | -0.100 | 14.466  | 14.983 |
| Médaille d'argent  | Elissa Downie (GBR)                | 5.800   | 9.266   |        | 15.066  | 5.600   | 9.200   |        | 14.800  | 14.933 |
| Médaille de bronze | Ksenia Afanasyeva (RUS)            | 5.800   | 9.066   |        | 14.866  | 5.600   | 8.933   |        | 14.533  | 14.699 |
| 4                  | Sofia Busato (ITA)                 | 5.800   | 9.066   |        | 14.866  | 5.400   | 8.933   |        | 14.333  | 14.599 |
| 5                  | Claudia Fragapane (GBR)            | 5.800   | 9.133   |        | 14.933  | 5.600   | 8.666   | -0.100 | 14.166  | 14.549 |
| 6                  | Teja Belak (SVN)                   | 5.800   | 8.866   |        | 14.666  | 5.300   | 9.000   |        | 14.300  | 14.483 |
| 7                  | Zsofia Kovacs (HUN)                | 5.800   | 9.133   |        | 14.933  | 4.600   | 8.900   |        | 13.500  | 14.216 |
| 8                  | Katarzyna Jurkowska-Kowalska (POL) | 5.400   | 9.000   |        | 14.400  | 5.200   | 7.800   |        | 13.000  | 13.700 |

#### Barres asymétriques
| Rang               | Gymnaste                 | Score D | Score E | Pén. | Total  |
| ------------------ | ------------------------ | ------- | ------- | ---- | ------ |
| Médaille d'or      | Becky Downie (GBR)       | 6.900   | 8.600   |      | 15.500 |
| Médaille d'argent  | Daria Spiridonova (RUS)  | 6.700   | 8.766   |      | 15.466 |
| Médaille de bronze | Aliya Mustafina (RUS)    | 6.300   | 8.800   |      | 15.100 |
| 4                  | Kim Bui (GER)            | 6.200   | 8.333   |      | 14.533 |
| 5                  | Zsofia Kovacs (HUN)      | 5.900   | 8.500   |      | 14.400 |
| 6                  | Giulia Steingruber (SUI) | 5.800   | 8.366   |      | 14.166 |
| 7                  | Gabrielle Jupp (GBR)     | 6.100   | 7.300   |      | 13.400 |
| 8                  | Martina Rizzelli (ITA)   | 6.200   | 7.166   |      | 13.366 |

#### Poutre
| Rang               | Gymnaste                 | Score D | Score E | Pén.   | Total  |
| ------------------ | ------------------------ | ------- | ------- | ------ | ------ |
| Médaille d'or      | Aliya Mustafina (RUS)    | 6.300   | 8.800   |        | 15.100 |
| Médaille d'argent  | Marine Boyer (FRA)       | 6.300   | 8.300   |        | 14.600 |
| Médaille de bronze | Catalina Ponor (ROU)     | 5.900   | 8.466   | -0.100 | 14.266 |
| 4                  | Ilaria Kaeslin (SUI)     | 5.600   | 8.733   | -0.100 | 14.233 |
| 5                  | Angelina Melnikova (RUS) | 6.000   | 8.166   |        | 14.166 |
| 6                  | Gaëlle Mys (BEL)         | 5.800   | 8.266   |        | 14.066 |
| 6                  | Marine Brevet (FRA)      | 5.600   | 8.466   |        | 14.066 |
| 6                  | Becky Downie (GBR)       | 6.100   | 7.966   |        | 14.066 |

#### Sol
| Rang               | Gymnaste                 | Score D | Score E | Pén.   | Total  |
| ------------------ | ------------------------ | ------- | ------- | ------ | ------ |
| Médaille d'or      | Giulia Steingruber (SUI) | 6.400   | 8.800   |        | 15.200 |
| Médaille d'argent  | Elissa Downie (GBR)      | 6.100   | 8.466   |        | 14.566 |
| Médaille de bronze | Catalina Ponor (ROU)     | 6.000   | 8.466   |        | 14.466 |
| 4                  | Claudia Fragapane (GBR)  | 6.500   | 7.800   |        | 14.300 |
| 5                  | Mara Titarsolej (NED)    | 5.500   | 8.433   |        | 13.933 |
| 6                  | Marine Brevet (FRA)      | 5.200   | 8.800   | -0.100 | 13.900 |
| 7                  | Gaëlle Mys (BEL)         | 5.400   | 8.266   |        | 13.666 |
| 8                  | Amelie Foellinger (GER)  | 5.600   | 7.866   |        | 13.466 |

## Tableaux des médailles
| Rang  | Nation          | Or | Argent | Bronze | Total |
| ----- | --------------- | -- | ------ | ------ | ----- |
| 1     | Russie          | 2  | 1      | 2      | 5     |
| 2     | Suisse          | 2  | 0      | 0      | 2     |
| 3     | Grande-Bretagne | 1  | 3      | 0      | 4     |
| 4     | France          | 0  | 1      | 1      | 2     |
| 5     | Roumanie        | 0  | 0      | 2      | 2     |
| TOTAL | TOTAL           | 5  | 5      | 5      | 15    |

| Rang  | Nation          | Or | Argent | Bronze | Total |
| ----- | --------------- | -- | ------ | ------ | ----- |
| 1     | Russie          | 4  | 1      | 2      | 7     |
| 2     | Italie          | 1  | 1      | 1      | 3     |
| 3     | Roumanie        | 1  | 0      | 2      | 3     |
| 4     | Grande-Bretagne | 0  | 3      | 0      | 3     |
| 5     | Suisse          | 0  | 1      | 0      | 1     |
| 6     | France          | 0  | 0      | 1      | 1     |
| TOTAL | TOTAL           | 6  | 6      | 6      | 18    |